# Euphorbia ellenbeckii
Euphorbia ellenbeckii es una especie fanerógama perteneciente a la familia de las euforbiáceas. Es endémica de Etiopía, Somalía y Kenia.

## Descripción
Es una planta perenne densamente copetuda, suculenta con ramificación desde la base hasta 10 (-15) cm de altura y 30 (-45) cm de diámetro; ramas simples, cilíndricas, de 8-14 mm de espesor y 10-20 cm de largo, superficie teselada.

## Ecología
Se encuentra en las laderas de piedra caliza pedregosas con matorrales abiertos de Acacia y bosques de Commiphora a una altitud de  250-1100 metros.
Es una especie de fácil cultivo.

## Taxonomía
Euphorbia ellenbeckii fue descrita por Ferdinand Albin Pax y publicado en Botanische Jahrbücher für Systematik, Pflanzengeschichte und Pflanzengeographie 33: 285–286. 1903.
Etimología
Euphorbia: nombre genérico que deriva del médico griego del rey Juba II de Mauritania (52 a 50 a. C. - 23), Euphorbus, en su honor – o en alusión a su gran vientre –  ya que usaba médicamente Euphorbia resinifera. En 1753 Carlos Linneo asignó el nombre a todo el género.
ellenbeckii: epíteto otorgado en honor del doctor alemán Hans Ellenbeck, quien acompañó a Carl Baron von Erlanger en su expedición a través del Cuerno de África.